# Darren Haydar

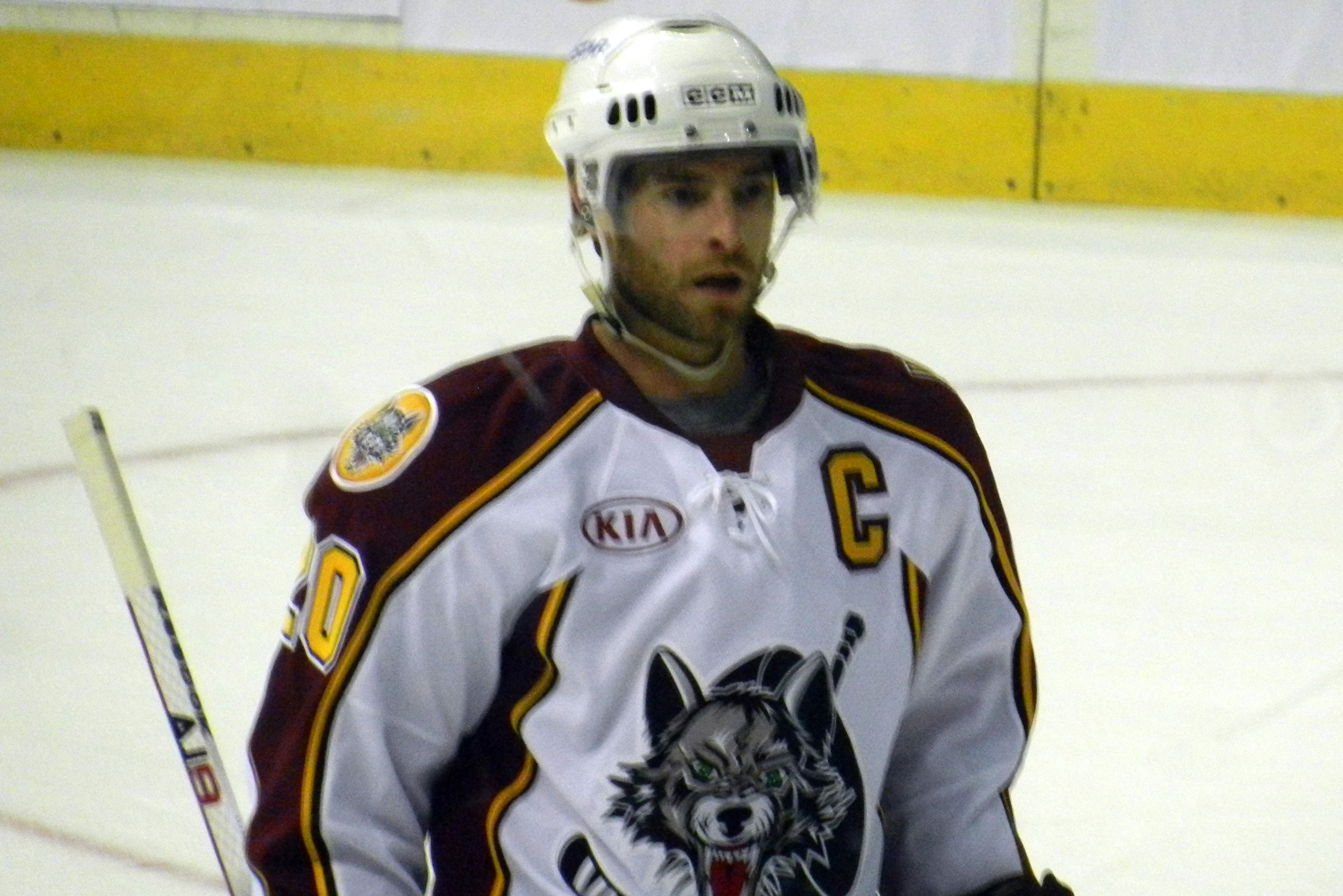
Darren Haydar

Darren Haydar, född 22 oktober 1979 i Milton, Ontario, är en kanadensisk professionell ishockeyspelare, som spelar för Colorado Avalanche i NHL.